# Барарит
Барари́т — минерал, гексафторсиликат аммония.

## Описание
Состав: (NH4)2SiF6.
Сингония гексагональная. Твёрдость 2,5—3. Плотность 2,15. Цвет белый. Блеск стеклянный. Солёный на вкус, растворяется в воде. Ассоциирует с нашатырём и криптогалитом.
Впервые найден в вулканических породах Везувия в 1873 году.
Встречается в виде корочек с серой и криптогалитом на земле возле горящих угольных пластов, в угольных шахтах Барари (Индия). Своё название минерал получил лишь в 1951 году.